# Varano Borghi
Varano Borghi (lombardul: Varan) település Olaszországban, Varese megyében. Lakosainak száma 2469 fő (2023. január 1.). Varano Borghi Casale Litta, Comabbio, Inarzo, Mercallo, Vergiate és Ternate községekkel határos.

## Népesség
A település népességének változása:
| Lakosok száma | 2487 | 2480 | 2469 |
|               | 2017 | 2018 | 2023 |